# Herning-Ikast Håndbold
El Herning-Ikast Håndbold es un club de balonmano femenino de la localidad danesa de Ikast. En la actualidad compite en la Liga de Dinamarca de balonmano femenino.

## Nombres
- 1997–1999: Ikast FS Elitehåndbold
- 1999–2008: Ikast-Bording Elitehåndbold
- 2008–2009: Ikast-Brande Elite Håndbold
- 2009–2018: FC Midtjylland Håndbold
- 2018–: Herning-Ikast Håndbold

## Palmarés
- Liga de Dinamarca de balonmano femenino (4):
  - 1998, 2011, 2013, 2015
- Copa de Dinamarca (8):
  - 1990, 1998, 1999, 2001, 2012, 2014, 2015, 2019
- Copa EHF femenina (2):
  - 2002, 2011
- Recopa de Europa (2):
  - 2004, 2015
- EHF Challenge Cup (1):
  - 1998
- Supercopa de Europa de balonmano femenina (1):
  - 1998

## Plantilla 2019-20
|  | Porteras - 1 Jessica Ryde - 12 Louise Bak - 16 Sabine Englert Extremos izquierdos - 10 Naja Nissen Kristensen - 15 Emma Friis Extremos derechos - 6 Cecilie Brandt - 19 Annika Jakobsen Pivotes - 5 Vilde Johansen - 11 Sarah Iversen - 13 Julie Gantzel Pedersen | Laterales izquierdos - 14 Emilie Steffensen - 20 Jeanett Kristiansen - 25 Tonje Løseth Centrales - 4 Michala Elsberg Møller - 8 Helene Gigstad Fauske Laterales derechos - 7 Stine Skogrand - 28 Julie Jensen Defensas - 17 Mathilde Bjerregaard |